# زرقلی
زرقلی (به لاتین: Zərqulu) یک منطقهٔ مسکونی در جمهوری آذربایجان است که در شهرستان کلبجر واقع شده‌است.